# Stephen Clarke (Schwimmer)
Stephen Clarke (* 21. Juli 1973 in Sutton Coldfield, Warwickshire) ist ein ehemaliger kanadischer Schwimmer. Er gewann mit der kanadischen Lagenstaffel eine olympische Bronzemedaille und erschwamm bei Panamerikanischen Spielen eine Silbermedaille. Bei den Commonwealth Games erhielt er eine Goldmedaille, drei Silbermedaillen und eine Bronzemedaille.

## Karriere
Stephen Clarke kam im Alter von vier Jahren von England nach Kanada. Er lernte im Cobra Swim Club in Brampton Schwimmen. Während seines Studiums schwamm er für die University of Florida, dort graduierte er 1997 in Sportwissenschaften. Der 1,95 Meter große Stephen Clarke war Spezialist im Schmetterlingsschwimmen und im Freistilschwimmen.
Clarkes internationale Karriere begann bei den Panamerikanischen Spielen 1991 in Havanna. Er wurde Vierter mit der 4-mal-100-Meter-Lagenstaffel und Zweiter mit der 4-mal-100-Meter-Freistilstaffel. Bei den Pan Pacific Championships in Edmonton gewann die kanadische Lagenstaffel die Silbermedaille, wobei Clarke nur im Vorlauf eingesetzt wurde. Bei den Olympischen Spielen 1992 in Barcelona erreichte Clarke weder über 50 Meter Freistil noch über 100 Meter Freistil das B-Finale. Die kanadische Lagenstaffel qualifizierte sich in der Besetzung Mark Tewksbury, Jonathan Cleveland, Tom Ponting und Stephen Clarke mit der drittbesten Zeit das Finale. Im Endlauf belegten Mark Tewksbury, Jonathan Cleveland, Marcel Gery und Stephen Clarke den dritten Platz hinter den Staffeln aus den Vereinigten Staaten und aus der GUS. Ponting erhielt als Teilnehmer des Vorlaufs ebenfalls eine Bronzemedaille. 1993 wurde Clarke bei den Pan Pacific Championships Siebter über 100 Meter Schmetterling. Im August 1994 bei den Commonwealth Games in Victoria wurde Clarke Sechster über 50 Meter Freistil und belegte mit beiden Freistilstaffeln den vierten Platz hinter den Staffeln aus Australien, Neuseeland und England. Er siegte über 100 Meter Freistil vor dem Australier Chris Fydler. Über 100 Meter Schmetterling erkämpfte Clarke die Silbermedaille hinter dem Australier Scott Miller. Die kanadische Lagenstaffel mit Chris Renaud, Jonathan Cleveland, Rob Braknis und Stephen Clarke gewann die Silbermedaille hinter den Australiern. Bei den Weltmeisterschaften 1994 in Rom verfehlte Clarke die Endläufe über 100 Meter Schmetterling und mit der Lagenstaffel. Über 100 Meter Freistil wurde er genauso Achter wie mit der 4-mal-100-Meter-Freistilstaffel in der Besetzung Stephen Clarke, Rob Braknis, Owen Von Richter und Chris Renaud. Bei den Pan Pacific Championships im August 1995 wurde Clarke Fünfter mit der Lagenstaffel und Vierter mit der 4-mal-200-Meter-Freistilstaffel.
Bei den Olympischen Spielen 1996 in Atlanta wurde Clarke 15. über 100 Meter Freistil und 12. mit der Lagenstaffel. Über 100 Meter Schmetterling erreichte er mit der fünftschnellsten Vorlaufzeit den Endlauf und belegte dort den siebten Platz. 1997 bei den Pan Pacific Championships in Fukuoka gewann er die Bronzemedaille in der Lagenstaffel mit Eddie Parenti, Morgan Knabe und Mark Versfeld. Clarke erreichte den vierten Platz mit der 4-mal-100-Meter-Freistilstaffel, den fünften Platz mit der 4-mal-200-Meter-Freistilstaffel sowie den fünften Platz über 100 Meter Freistil und den achten Platz über 100 Meter Schmetterling. Anfang 1998 bei den Weltmeisterschaften in Perth trat Clarke in vier Disziplinen an, erreichte aber kein A-Finale. Bei den Commonwealth Games 1998 in Kuala Lumpur belegte Clarke den siebten Platz über 100 Meter Freistil und den vierten Platz über 100 Meter Schmetterling und mit der 4-mal-200-Meter-Freistilstaffel.  Die 4-mal-100-Meter-Freistilstaffel mit Craig Hutchison, Garrett Pulle, Robert Taylor und Stephen Clarke belegte den zweiten Platz hinter den Australiern. Die Lagenstaffel gewann die Bronzemedaille hinter den Staffeln aus Australien und England.